# El show de Tino y Gargamuza
El Show de Tino y Gargamuza es un programa de televisión de Argentina que se emitió durante enero y febrero de 2005 en América TV. A partir de marzo hasta junio de ese mismo año, el canal emitió repeticiones del mismo. Los presentadores del programa eran los dibujos animados Tino y Gargamuza.
El origen de los personajes data de su primera aparición en 1996 en el programa Cha cha cha (conducido por Alfredo Casero), que luego adquirirían popularidad en 1999 en el ciclo Televisión Registrada (de la productora Pensado Para Televisión).
Antes de tener su programa propio, tuvieron 2 especiales de 30 minutos por América, uno un especial de terror titulado "La noche de los muertos re-vivos" en diciembre de 2003, y el otro un especial de Navidad titulado "La navidad de Tino y Gargamuza" en diciembre de 2004.
El programa propio de 2005 consistía en mostrar videos caseros divertidos o "bloopers". Se emitía a las 20:00 (hora de Argentina), y en sus últimas semanas de emisión, el programa pasó a las 23:00.
Este programa fue una experiencia de "programa de verano": al iniciar el año televisivo en marzo, el programa dejaría de hacerse para darle prioridad a Televisión Registrada hasta 2008, en ese mismo año fueron parte de una campaña publicitaria de golosinas llamado "Dancing".
En 2010 Tino y Gargamuza se transmitió en las tandas publicitarias de MuchMusic, el 19 de mayo de 2012 regresaron a la Televisión Argentina por TVR hasta el año siguiente. Desde el 31 de mayo de 2015, formaron parte del programa Periodismo para todos conducido por Jorge Lanata los días domingos hasta el año siguiente.
Desde 2017 hasta 2018, formaron parte del programa A Dos Voces conducido por Marcelo Bonelli y Edgardo Alfano los días miércoles.